# 横関夏芽
横関 夏芽（よこぜき なつめ、女性、1971年8月17日 - ）は、日本の元プロボクサー。愛知県名古屋市出身。緑ボクシングジム所属。階級はミニフライ級。JBC女子公認前は「青山 範子（あおやま のりこ）」のリングネームで活動していた。

## 来歴
2007年7月29日、福島県いわき市のいわき市平体育館での相川周子戦でデビューも引き分け。
11月13日、岡山オレンジホールにて藤澤ノリと対戦するが、判定負け。
その後、JBCライセンスを取得。リングネームを「横関夏芽」とする。
2009年3月1日、名古屋国際会議場イベントホールで片山由美と対戦。3回負傷判定3-0で初勝利。
4月5日、福岡県春日市・クローバーホールにて後のWBC世界王者黒木優子と対戦し、0-3判定負け。
12月14日、後楽園ホールで後のIBF世界王者花形冴美と対戦するが、2回KO負け。
この試合後に引退。

## 戦績
- プロボクシング:5戦 1勝 3敗 1分
- JBC公認後:3戦 1勝 1敗

| 戦           | 日付           | 勝敗 | 時間    | 内容        | 対戦相手       | 国籍 | 備考           |
| ------------ | -------------- | ---- | ------- | ----------- | -------------- | ---- | -------------- |
| 1            | 2007年7月29日  | 引分 | 4R      | 判定2-0     | 相川周子(鴨居) | 日本 | プロデビュー戦 |
| 2            | 2007年9月16日  | 敗北 | 3R      | 判定0-3     | 藤澤ノリ(MA)   | 日本 |                |
| 3            | 2009年3月1日   | 勝利 | 3R 1:40 | 負傷判定3-0 | 片山由美(東海) | 日本 |                |
| 4            | 2009年4月5日   | 敗北 | 4R      | 判定0-3     | 黒木優子(関)   | 日本 |                |
| 5            | 2009年12月14日 | 敗北 | 2R 0:43 | KO          | 花形冴美(花形) | 日本 |                |
| テンプレート |                |      |         |             |                |      |                |